# Metopilio australis
Espèce
Synonymes
- Mitopus australis Banks, 1909

Metopilio australis est une espèce d'opilions eupnois de la famille des Globipedidae.

## Distribution
Cette espèce se rencontre au Costa Rica et au Mexique.

## Description
L'holotype mesure 4,5 mm.

## Systématique et taxinomie
Cette espèce a été décrite sous le protonyme Mitopus australis par Banks en 1909. Elle est placée dans le genre Metopilio par Roewer en 1912.

## Publication originale
- Banks, 1909 : « Arachnida from Costa Rica. » Proceedings of the Academy of Natural Sciences of Philadelphia, vol. 61, no 2, p. 194-234 (texte intégral).